# IM Волка
IM Волка (лат. IM Lupi) — кратная звезда в созвездии Волка на расстоянии приблизительно 517 световых лет (около 158 парсеков) от Солнца. Возраст звезды определён как в среднем около 0,75 млн лет.

## Характеристики
Первый компонент (THA 15-12A) — красный карлик, эруптивная переменная звезда типа T Тельца (INT) спектрального класса M0V. Видимая звёздная величина звезды — от +12,09m до +11,73m. Масса — около 0,382 солнечных, радиус — около 4,786 солнечных, светимость — около 1,037 солнечной. Эффективная температура — около 4057 K.
Второй компонент (THA 15-12B) — красный карлик спектрального класса M0e. Видимая звёздная величина звезды — +13m. Удалён на 0,5 угловой секунды.
Третий компонент — красный карлик спектрального класса M. Масса — около 117,99 юпитерианских (0,1126 солнечной). Удалён на 1,085 а.е..
Четвёртый компонент (WDS J15562-3756B). Видимая звёздная величина звезды — +11,92m. Удалён на 18,4 угловых секунды.